# Золотистый пагр
Золотистый пагр, или желтопёрый пагр, или обыкновенный пагр (лат. Pagrus pagrus) — вид лучепёрых рыб из семейства спаровых, обитающий в субтропических и тропических водах Атлантического океана и в Средиземном море.
Максимальная длина тела 91 см, а масса 7,7 кг, обычные размеры 30—35 см. В спинном плавнике 12—13 жёстких и 9—11 мягких лучей, в анальном плавнике 3 жёстких и 7—9 мягких лучей. В боковой линии 50—59 чешуй.
Золотистый пагр имеет промысловое значение как в Восточной, так и в Западной Атлантике. Наибольшее количество добывается у берегов Северо-Западной Африки и у побережий Бразилии и Аргентины. Скопления пагров приурочены, как правило, к небольшим глубинам, порядка 30—50 м.